# لیلیت کاراپتیان (هنرپیشه)
لیلیت کاراپتیان (ارمنی: Լիլիթ Կարապետյան؛  ۱ مارس ۱۹۹۲) یک بازیگر اهل ارمنستان بود. وی بین سال‌های - تا - میلادی فعالیت می‌کرد.

## زندگی‌نامه
وی در ۱ مارس ۱۹۹۲ در مسکو به دنیا آمد . 